# Mario Giguère
Pour les articles homonymes, voir Giguère.
Compléments
- Pionnier de l'illustration de science-fiction québécoise des années 1970 et 1980 ;
- Directeur BD du magazine Solaris de 1992 à 1995.

Mario Giguère est un illustrateur de science-fiction et fantastique ainsi qu'un scénariste et dessinateur québécois de bande dessinée né le 18 août 1957 à Québec au Canada.
Il est un des plus importants représentants des pionniers de l'illustration de science-fiction au Québec depuis les années 1970.

## Biographie
Mario Giguère fait ses études en graphisme au CEGEP de Sainte-Foy et participe en même temps à la création du mémorable magazine de science-fiction et fantastique Pour ta belle gueule d'ahuri,  en 1979. Pour ce magazine, il crée des bandes dessinées ainsi qu'il illustre des nouvelles et des articles.
Il participe à chaque année au Congrès Boréal depuis ses tout débuts en 1979, en exposant ses créations et en animant des conférences humoristiques sur le psychomental. Il en a également été l'un des organisateurs en 1980, 1984 et 1985.
Mario Giguère crée en 1983 le fanzine humoristique de petit format Blanc citron, , qui jette un regard satirique sur le monde de la science-fiction eu général et québécoise en particulier.
En 1985, il se joint à la grande exposition collective Et Vlan ! On s'expose... 15 ans de bande dessinée dans la région de Québec,  à la Galerie d'art La Passerelle à la bibliothèque de Sainte-Foy et publie des pages de bandes dessinées dans l'album collectif Et vlan ! On s'expose..., sorte de catalogue de cette exposition, qui mène à la création de la Société des Créateur(trice)s et Ami(e)s de la Bande Dessinée (S.c.a.B.D.) à Québec.
Mario Giguère s'est impliqué dans cet organisme sans but lucratif en devenant l'un des membres de son conseil d'administration à plusieurs reprises au cours des années.
Il continue à réaliser des illustrations pour les magazines Imagine... et Solaris,  pour illustrer des nouvelles et des couvertures. Mario Giguère devient le directeur graphique du magazine Solaris en 1984, jusqu'à 1987. Depuis ce temps, il réalise la BD humoristique La page à Mario jusqu'en 2000.
Pour ce même magazine, il assume en 1991 la fonction de directeur BD en remplacement de Luc Pomerleau et la rédaction de la chronique Le Bédévore, ainsi que l'organisation du Prix Solaris et le choix éditorial des bandes dessinées publiées dans le magazine jusqu'en 1996.

## Publications

### Illustration et bande dessinée
Portfolios
- Transit, en collaboration avec Pierre D. Lacroix, 1980, éditions Les Imagiers, Hull ;
- Il sera une fois, en collaboration avec Gaétan Borgia et Jean-Pierre Normand, 1980, Québec.

Albums
- Mario's comics[7], [3], 1988, à compte d'auteur, Québec ;
- Le recueil à Mario, 1991, à compte d'auteur, Québec ;
- Mariosaurus[3], 1992, à compte d'auteur, Québec.

Albums collectifs
- Les exilés du chronoscaphe, 1980, éditions du Bureau et Pour ta belle gueule d'ahuri, Québec ;
- Et vlan ! On s'expose... Quinze ans de bande dessinée dans la région de Québec — 1971/1985[8], Société des créateur(trice)s et ami(e)s de la Bande dessinée (ScaBD), Québec, 1985.
Scénario et dessin : Collectif
- La grande place, Société des créateur(trice)s et ami(e)s de la Bande dessinée (ScaBD), collection Zeppelin le ballon qui éclate !, Québec, 1991.
Scénario et dessin : Collectif
- Tauromachie[9], Éditions Hélium Z, Québec, 1992.
Scénario et dessin : Collectif.

Livres (illustration de couvertures)
- Aurores boréales 2[1], anthologie de Daniel Sernine, éditions Le Préambule, 1985 ;
- Légendes de Virnie[1], recueil de René Beaulieu, éditions Le Préambule, 1981 ;
- Le temps des migrations[1], recueil de Francine Pelletier, éditions Le Préambule, 1987.

Périodiques
- Magazines
  - Imagine...[1], revue de l'imaginaire québécois, 1979-1992 ;
  - Pour ta belle gueule d'ahuri[1], [2], revue québécoise de science-fiction et fantastique, 1979-1983 ;
  - Solaris[1], [2], revue québécoise de science-fiction et fantastique, 1979-2008 ;
  - Somnambulle[8], [10], revue de BD québécoises 1985 ;
  - Safarir, magazine de l'humour illustré, 1989 ;
  - Zeppelin[11], [12], [13], magazine BD de Québec 1993.
- Fanzines
  - Blanc citron[1], [3], humour loufoque, 1983-1991 ;
  - Énergie Pure, science-fiction et fantastique, 1983-1987 ;
  - Carfax, les univers de l'étrange, 1984-1988 ;
  - Le journal officiel du club des monstres, science-fiction et fantastique, 1988-1993 ;
  - Samizdat, science-fiction, 1990.

## Expositions

### Collectives
- 1985 : Et Vlan ! On s'expose... Quinze ans de bande dessinée dans la région de Québec — 1971/1985[4], [5], Galerie d'art La Passerelle, Sainte-Foy, Premier Salon international de la bande dessinée de Montréal et Congrès de science-fiction et fantastique Boréal VII ;
- 1986 : Hommage à Lewis Carroll[14], Congrès de science-fiction et fantastique Boréal VIII, Longueuil ;
- 1987 : Hommage à Jules Verne[15], Congrès de science-fiction et fantastique Boréal IX, Longueuil ;
- 1988 : Exposition rétrospective science-fiction et fantastique québécois 1979-1988, Congrès de science-fiction et fantastique Boréal X, Chicoutimi ;
- 1992 : Tauromachie[9], Centre de documentation et d'animation en bande dessinée, Québec.

## Distinctions
- 1993 :  Lauréat Prix Bédéis causa bande dessinée de l’année, magazine Zeppelin, Festival de la bande dessinée francophone de Québec[16] ;
- 1987 :  Lauréat Prix Boréal du meilleur illustrateur ;
- 1984 :  Lauréat Prix Boréal de la personnalité de l'année ;
- 1980 :  Lauréat Prix Boréal du meilleur illustrateur.